# Macroglossum meeki
Macroglossum meeki là một loài bướm đêm thuộc họ Sphingidae, chi Macroglossum.